# West Indies Cricket Team in Neuseeland in der Saison 1999/2000
Die Tour des West Indies Cricket Teams nach Neuseeland in der Saison 1999/2000 fand vom 16. Dezember 1999 bis zum 11. Januar 2000 statt. Die internationale Cricket-Tour war Bestandteil der Internationalen Cricket-Saison 1999/2000 und umfasste zwei Tests und fünf ODIs. Neuseeland gewann die Test-Serie 2–0 und die ODI-Serie 5–0.

## Vorgeschichte
Neuseeland bestritt zuvor eine Tour in Indien, die West Indies nahmen zuvor an einem Turnier in den Vereinigten Arabischen Emiraten teil.
Das letzte Aufeinandertreffen der beiden Mannschaften bei einer Tour fand in der Saison 1995/96 in den West Indies statt.

## Stadien
Die folgenden Stadien wurden für die Tour als Austragungsort vorgesehen.
| Stadion              | Stadt        | Kapazität | Spiele  |
| -------------------- | ------------ | --------- | ------- |
| Eden Park            | Auckland     | 50.000    | 1. ODI  |
| Jade Stadium         | Christchurch | 38.628    | 5. ODI  |
| Seddon Park          | Hamilton     | 10.000    | 1. Test |
| McLean Park          | Napier       | 22.500    | 3. ODI  |
| Owen Delany Park     | Taupō        | 15.000    | 2. ODI  |
| Basin Reserve        | Wellington   | 11.000    | 2. Test |
| WestpacTrust Stadium | Wellington   | 34.500    | 4. ODI  |

## Kaderlisten
Die West Indies benannten ihren Kader am 12. November 1999.
| Test | Test | ODI | ODI |
| Neuseeland | West Indies | Neuseeland | West Indies |
| --- | --- | --- | --- |
| - Stephen Fleming (K) - Nathan Astle - Chris Cairns - Matt Horne - Craig McMillan - Dion Nash - Shyne O’Connor - Adam Parore (wk) - Mathew Sinclair - Craig Spearman - Gary Stead - Daniel Vettori - Paul Wiseman | - Brian Lara (K) - Jimmy Adams - Sherwin Campbell - Shivnarine Chanderpaul - Daren Ganga - Adrian Griffith - Ridley Jacobs (wk) - Reon King - Nehemiah Perry - Ricardo Powell - Dinanath Ramnarine - Franklyn Rose - Courntey Walsh | - Stephen Fleming (K) - Nathan Astle - Chris Cairns - Chris Harris - Craig McMillan - Dion Nash - Shyne O’Connor - Adam Parore (wk) - Andrew Penn - Craig Spearman - Scott Styris - Roger Twose - Daniel Vettori | - Brian Lara (K) - Jimmy Adams - Sherwin Campbell - Shivnarine Chanderpaul - Pedro Collins - Mervyn Dillon - Ridley Jacobs (wk) - Adrian Griffith - Wavell Hinds - Reon King - Nehemiah Perry - Ricardo Powell - Dinanath Ramnarine - Franklyn Rose - Courntey Walsh |

## Tour Matches
| 3. Dezember Scorecard | Christchurch | West Indies 99-5 (10) & 92-5 (7) | – | Neuseeland 145-5 (10) & 47-2 (5.1) |
|                       |              | Neuseeland gewinnt mit 8 Wickets |   |                                    |

Dieses Spiel wurde als Experiment ausgetragen, wobei ein 20-Over Spiel auf zwei Innings aufgeteilt wurde.
| 5. – 7. Dezember Scorecard | Taupō | West Indians 450-5d (157) & 64-4d (21) | – | New Zealand A 140 (52.5) & 58-2 (29) |
|                            |       | Remis                                  |   |                                      |

| 10. – 13. Dezember Scorecard | Auckland | West Indians 380 (107) & 228 (47) | – | Auckland 369 (141.1) |
|                              |          | Remis                             |   |                      |

## Tests

### Erster Test in Hamilton
| 16. – 20. Dezember Scorecard | Hamilton | West Indies 365 (135.1) & 97 (53.5) | – | Neuseeland 393 (130.2) & 70-1 (15) |
|                              |          | Neuseeland gewinnt mit 9 Wickets    |   |                                    |

Die West Indies gewannen den Münzwurf und entschieden sich als Schlagmannschaft zu gewinnen. Als Spieler des Spiels wurde Chris Cairns ausgezeichnet.

### Zweiter Test in Wellington
| 26. – 29. Dezember Scorecard | Wellington | Neuseeland 518-9d (173.3) & 234 (83.1)            | – | West Indies 179 (91) |
|                              |            | Neuseeland gewinnt mit einem Innings und 105 Runs |   |                      |

Die West Indies gewannen den Münzwurf und entschieden sich als Feldmannschaft zu gewinnen. Als Spieler des Spiels wurde Mathew Sinclair ausgezeichnet.

## One-Day Internationals

### Erstes ODI in Auckland
| 2. Januar Scorecard | Auckland | West Indies 268-7 (50)                        | – | Neuseeland 250-7 (46/46) |
|                     |          | Neuseeland gewinnt mit 3 Wickets (D/L method) |   |                          |

Die West Indies gewannen den Münzwurf und entschieden sich als Schlagmannschaft zu gewinnen. Als Spieler des Spiels wurde Nathan Astle ausgezeichnet.

### Zweites ODI in Taupō
| 4. Januar Scorecard | Taupō | West Indies 192 (41.3/42)        | – | Neuseeland 194-3 (35.4/42) |
|                     |       | Neuseeland gewinnt mit 7 Wickets |   |                            |

Neuseeland gewann den Münzwurf und entschied sich als Feldmannschaft zu gewinnen. Als Spieler des Spiels wurde Daniel Vettori ausgezeichnet.

### Drittes ODI in Napier
| 6. Januar Scorecard | Napier | West Indies 159 (49.5)           | – | Neuseeland 160-6 (37.2) |
|                     |        | Neuseeland gewinnt mit 4 Wickets |   |                         |

Die West Indies gewannen den Münzwurf und entschieden sich als Schlagmannschaft zu gewinnen. Als Spieler des Spiels wurde Stephen Fleming ausgezeichnet.

### Viertes ODI in Wellington
| 8.–9. Januar Scorecard | Wellington | West Indies 171-9 (50)           | – | Neuseeland 172-2 (36.3) |
|                        |            | Neuseeland gewinnt mit 8 Wickets |   |                         |

Neuseeland gewann den Münzwurf und entschied sich als Feldmannschaft zu gewinnen. Als Spieler des Spiels wurde Chris Harris ausgezeichnet.

### Fünftes ODI in Christchurch
| 11. Januar Scorecard | Christchurch | Neuseeland 302-6 (50)          | – | West Indies 282 (49.5) |
|                      |              | Neuseeland gewinnt mit 20 Runs |   |                        |

Neuseeland gewann den Münzwurf und entschied sich als Schlagmannschaft zu gewinnen. Als Spieler des Spiels wurde Roger Twose ausgezeichnet.